# LSWR S11 class
LSWR S11 class — тип пассажирского паровоза с осевой формулой 2-2-0, разработанный Дугалдом Драмондом для экспресс-поездов Лондонской и Юго-Западной железной дороги в 1903 году. Ни один из 10 паровозов не сохранился.

## История
Задача соединить в компактном экспресс-паровозе высокую мощность и высокую силу тяги давно стояла перед главными инженерами тяги LSWR. Ещё Джозеф Гамильтон Битти ввёл в обыкновение постройку паровозов с несколько меньшим диаметром ведущих колёс для подъёма на крутые склоны.
Дугалд Драммонд поначалу решил воспользоваться на уклонах паровозами собственной разработки LSWR T9 class, но стало ясно, что, несмотря на достоинства T9, проявляющиеся в высокой скорости на экспресс-маршрутах на западе Англии, его большой диаметр колёс плохо подходит для подъёмов. Необходима была новая конструкция
Драммонд решил построить специально для этих маршрутов 10 паровозов на раме T9, но с меньшими на 6 ″ (152 мм) движущими колёсами и соответственно отбалансированными кривошипными осями. Котёл был диаметром 5 футов (1524 мм), с куполообразным сухопарником и драммондовской трубой. Производство 10 паровозов началось и закончилось в 1903 году на заводе дороги у Девяти Вязов. Все паровозы были укомплектованы вместительным драммондовским четырёхосным тендером типа watercart.
В топке были поперечные трубы, как у T9 class, но без подогрева питательной воды. Кипятильная поверхность котла была таким образом увеличена ценой усложнения котла. Все 10 паровозов преемник Драммонда Роберт Ури оснастил в 1920-22 годах пароперегревателями.
| Год  | Заказ | Количество | Номера LSWR | Примечания |
| ---- | ----- | ---------- | ----------- | ---------- |
| 1903 | S11   | 5          | 395-399     |            |
| 1903 | V11   | 5          | 400-404     |            |

Эти паровозы были списаны рано, и поэтому ни один не сохранили:
| Год  | На начало года | Списано | Номера             | Примечания |
| ---- | -------------- | ------- | ------------------ | ---------- |
| 1951 | 10             | 9       | 30395-99, 30401-04 |            |
| 1954 | 1              | 1       | 30400              |            |

## Окраска и нумерация
На LSWR паровозы были окрашены в пассажирскую шалфеево-зелёную ливрею с пурпурными и коричневыми краями филёнок, с чёрно-белыми полосами и золотистыми буквами LSWR на бортах тендера.
При переходе к Southern Railway в 1923 году в ходе укрупнения британских железных дорог паровозы были перекрашены в более тёмный манселловский вариант ливреи LSWR с чёрно-белыми полосами и жёлтой надписью Southern на тендере.
Несмотря на эксперименты Буллида с малахитово-зелёной окраской экспресс-паровозов, на S11 осталась манселловская, только цвет надписи Southern сменили на солнечно-жёлтый. Во время Второй мировой войны паровозы выходили из ремонта в военной чёрной ливрее, в которой некоторые паровозы проходили до национализации.
После национализации паровозы работали в «южной военной» чёрной ливрее с надписью British Railways на тендере. К номерам была прибавлена впереди буква S, пока паровозы не получили по стандарту BR номера серии 30xxx.

## Служба и оценка проекта
Паровозы S11 class считались удачной конструкцией для вождения экспресс-поездов к портам, обслуживаемым LSWR. Сначала они работали на крутых подъёмах в западной части страны, для которых и были разработаны, но скоро было замечено, что на этих маршрутах уменьшенные колёса плохо сочетаются с большими котлами. Паровозы оказались более медленными и неуклюжими по сравнению с собратьями, и локомотивные бригады отдавали предпочтение T9 из-за их большей скорости на ровных участках и при движении под уклон.
Ещё одной причиной нелюбви машинистов и кочегаров к этим локомотивам был значительный расход воды, что при отсутствии канав для набора воды на ходу вынуждало очень умело и тщательно пользоваться инжекторами. Высокое расположение котла над рамой снижало устойчивость паровоза на высоких скоростях, что требовало от локомотивных бригад особого внимания при проезде стрелок и участков с ограничением скорости.